# Robert Swindells
Robert  Swindells es un autor inglés de literatura infantil y juvenil nacido el 20 de marzo de 1939 en Bradford, Reino Unido.
Nacido en Bradford, el primero de cinco hijos, Robert trabajó para un diario local después de salir de la escuela de 15 años de edad. Sirvió con la Royal Air Force y ocupó diversos puestos de trabajo antes de la formación como profesor. Su primera novela, Cuando llega la oscuridad (1973), escrita mientras estaba todavía en formación. Robert combinó la enseñanza con la escritura hasta 1980, decidió dedicarse a escribir únicamente
Ganó el Premio del Libro Infantil de la lectura con Hermano en la Tierra en 1984, una novela en un mundo posapocalíptico. De hecho, el autor se manifestó en su momento a favor de la campaña por el desarme nuclear.
También ganó el importante Premio Carnegie con la novela de Calles Frías, para la que tuvo que vivir como un vagabundo durante algunas noches en las calles de Londres. 